# Quack Pack
Quack Pack är en tecknad TV-serie från Walt Disney Television. Serien gick bara under en säsong, totalt 39 avsnitt, och visades ursprungligen i USA under perioden 3 september – 29 november 1996. Till skillnad från den klassiska TV-serien Ducktales från 1980-talet är Quack Pack framför allt en komediserie.

## Karaktärer
I centrum för serien står Knatte, Fnatte och Tjatte, välkända från såväl Disneys serietidningar som Ducktales. I Quack Pack har de dock vuxit upp till tonåringar, och till skillnad från tidigare har de nu fått egna personligheter; Knatte är ledartypen, Fnatte datornörden och Tjatte sportkillen.
De bor dock kvar i Ankeborg, tillsammans med sin farbror, Kalle Anka. Kalle är kameraman åt flickvännen Kajsa Anka som arbetar som reporter åt TV-programmet Världen Runt. Tillsammans åker alla fem ofta till avlägsna platser för att göra reportage. Även professor Ludwig von Anka, Kalles morbror, välkänd från Kalle Anka & C:o och andra disneytidningar, är en återkommande karaktär i serien. Till skillnad från Ducktales syns dock inte Joakim von Anka till, och inte heller görs det några referenser till honom.
Förutom dessa gamla bekantskaper introducerar Quack Pack även några nya figurer: Kent Korre som är Kalles och Kajsas chef och som till Kalles förtret har ett mycket gott öga till Kajsa, Knattarnas vän Gwumpki som arbetar som kock på en hamburgerbar där Knattarna är stamkunder, samt Kajsas leguan Tagge, vars relation till Kalle inte är den bästa. I två episoder förekommer också Moltoc, en ondskefull skurk med vitt ansikte, klädd i trenchcoat och hatt. I den här serien finns även en annan skurk, "Klös", som har en övermänsklig styrka och som Kalle är livrädd för eftersom han stoppade Klös och Klös för det vill krossa varje ben i hans kropp.

## Quack Pack i Sverige
Serien visades för första gången på svensk TV i TV4 1997-1998. Totalt sändes 36 av seriens 39 avsnitt. Quack Pack har även visats på TV3, Disney Channel, Disney XD och SVT i programmet Disneydags. Senare sändes serien på Disney Junior. KM Studio dubbade serien till svenska.
| Svenskspråkiga röster         |                  |
| Kalle Anka                    | Andreas Nilsson  |
| Knatte Anka                   | Monica Forsberg  |
| Fnatte Anka                   | Mariam Wallentin |
| Tjatte Anka                   | Mia Kihl         |
| Kajsa Anka                    | Marie Kühler     |
| Kent Korre                    | Anders Öjebo     |
| Ludwig von Anka               | Bertil Engh      |
| Gumpwki och diverse bifigurer | Johan Hedenberg  |

## Avsnittsguide
- 1. Hero Today, Don Tomorrow
- 2. All Hands On Duck!
- 3. Nosy Neighbors
- 4. Gator Aid
- 5. I.O.U. a U.F.O.
- 6. Snow Place to Hide
- 7. Transmission: Impossible
- 8. Ducklaration Of Independence
- 9. Shrunken Heroes
- 10. Stunt Double or Nothing
- 11. Pride Goeth Before the Fall Guy
- 12. Ducky Dearest
- 13. Ready, Aim... Duck!
- 14. The Really Mighty Ducks
- 15. Leader of the Quack
- 16. Koi Story
- 17. Feats of Clay
- 18. Recipe for Adventure
- 19. Tasty Paste
- 20. The Late Donald Duck
- 21. Phoniest Home Videos
- 22. Island of the Not So Nice
- 23. The Boy Who Cried Ghost
- 24. Ducks by Nature
- 25. Captain Donald
- 26. Cat and Louse
- 27. Hit the Road, Backwater Jack!
- 28. Can't Take a Yolk
- 29. None Like it Hot
- 30. Pardon My Molecules
- 31. Take My Duck, Please!
- 32. Huey Duck, P.I.
- 33. Return of the T-Squad
- 34. Heavy Dental
- 35. The Long Arm of the Claw
- 36. The Germinator
- 37. The Unusual Suspects
- 38. Duck Quake
- 39. Need 4 Speed

### Fotnoter
1. ↑  ”Quack Pack”. Svensk mediedatabas. http://smdb.kb.se/catalog/search?q=%22Quack+Pack%22+typ%3Atv&sort=OLDEST. Läst 19 juli 2016.